# Тамеш, Юлиан
Юлиан Тамеш (рум. Iulian Tameș; 6 декабря 1978, Мизил, Румыния) — румынский футболист и тренер.

## Биография
В 1997 году попал в заявку бухарестского «Динамо». В 1998 году был арендован клубом «Рокар», далее его в аренду взял «АРО Кымпулунг». 9 февраля 2005 года российская «Алания» заключила соглашение с Юлианом Тамешем на один год с правом трехлетней пролонгации. Через 2 недели начал проводить полноценные тренировки со своей новой командой. Дебютировал в российской Премьер-Лиге 20 марта 2005 года в домашнем матче 2-го тура против «Зенита», выйдя в стартовом составе, будучи заменённым на 57-й минуте Джабой Канкавой. После чего играл за «Национал». С 2007 по 2010 годы играл за «Арджеш». Далее выступал за «Политехнику» и «Брашов». С 2013 года играет за клубы из низших дивизионов чемпионата Румынии.
С 2000 по 2009 год провёл 5 матчей в составе национальной сборной Румынии.
С 2015 по 2016 годы работал одним из тренеров клуба «Арджеш-1953». В 2016 году был назначен главным тренером клуба.